# Drewonde Bascome
Drewonde Bascome (sinh ngày 17 tháng 11 năm 1992) là một cầu thủ bóng đá người Bermuda hiện tại thi đấu cho Robin Hood FC và Đội tuyển bóng đá quốc gia Bermuda ở vị trí tiền vệ.

## Đời sống cá nhân
Drewonde Bascome là anh họ của Osagi Bascome, cũng là một cầu thủ thi đấu cho đội tuyển quốc gia Bermuda.

## Sự nghiệp quốc tế
Bascome đại diện đội tuyển ở nhiều cấp độ trẻ khác nhau và từng làm đội trưởng đội tuyển U-20 và ghi một bàn thắng vào phút bù giờ trước Saint Kitts và Nevis giúp anh trở thành cầu thhur xuất sắc nhất trận đấu.